# Serica apatela
Serica apatela är en skalbaggsart som beskrevs av Dawson 1922. Serica apatela ingår i släktet Serica och familjen Melolonthidae. Inga underarter finns listade i Catalogue of Life.